# MODE (CP/J)
MODE – polecenie nierezydentne systemu CP/J, za pomocą którego ustala się tryb pracy ekranu tekstowego.
Dyrektywa ta ma następującą postać:
```
 MODE 
n
```

gdzie n przyjmuje jedną z dwóch wartości:
0tryb znakowy pracy ekranu w systemie CP/J: 24 wiersze po 32 znaki w wierszu
1tryb znakowy pracy ekranu w systemie CP/J: 24 wiersze po 64 znaki w wierszu; tryb 1 jest domyślnym trybem pracy w konsoli systemu CP/J.
Standardowo po załadowaniu systemu, tryb pracy monitora jest ustawiony na 64 znaki w wierszu. Istnieje jednak możliwość przełączenia pracy ekranu tekstowego w systemie na 32 znaki w wierszu. Operację tę realizuje właśnie poprzez wydanie zlecenia MODE.
Tryb 1 daje możliwość umieszczenia większej ilości informacji na ekranie komputera. Jednak dla użytkownika może być również istotna wielkość wyświetlanych znaków, a więc ich czytelność. W tym przypadku przejście do trybu 0, umożliwia taką poprawę czytelności (wielkości znaków). Ponadto konkretny program może być dostosowany do konkretnego trybu. Efektem tego może być nieprawidłowa jego praca w innym trybie, co może wymuszać przejście do konkretnego trybu pracy ekranu.